# 田中千阿弥
田中 千阿弥（たなか せんなみ、生没年不詳）は、千利休の祖父で子に堺の有力町衆である田中与兵衛がいる。『千家系譜』､『千利休由緒書』によると、千阿弥の遠祖は里見義俊の子の田中義清であり、その子孫。
千阿弥は室町幕府8代将軍足利義政に仕えて同朋衆を務めた。応仁の乱の際、敵方に内通したとの疑いをかけられて逃亡し、戦災を避けるため、堺へ移住したという。
1473年（文明5年）、応仁の乱の当事者であった山名宗全・細川勝元が病死し、将軍義政も隠居し、子の足利義尚が将軍となると京に戻って再出仕する。しかし、近江国へ出陣中に義尚が陣没し、千阿弥も発病したため、堺に戻って隠居した。初専阿弥と号す。